# روكاندايو
بلدية روكاندايو (بالإسبانية: Rucandio)‏, هي إحدى بلديات مقاطعة برغش, التي تقع في منطقة قشتالة وليون, والتي تقع في شمال غرب إسبانيا.
يبلغ عدد سكانها 104 نسمة وفقاً لإحصائية سنة (2002).